# Troisième circonscription de Seine-et-Oise
La troisième circonscription de Seine-et-Oise est l'une des dix-huit circonscriptions législatives que compte le département français de Seine-et-Oise, situé en région Île-de-France.

## Description géographique
Le Journal officiel du 13-14 octobre 1958 déterminait la composition de la circonscription :
- Canton de Saint-Germain-en-Laye
- Commune de Rueil-Malmaison[1].

## Description historique et politique

### Historique des députations
| Législature | Début de mandat | Fin de mandat  | Député             | Parti politique | Observations                                                                             |
| ----------- | --------------- | -------------- | ------------------ | --------------- | ---------------------------------------------------------------------------------------- |
| Ire         | 9 décembre 1958 | 9 octobre 1962 | Jean-Paul Palewski | UNR             | Mandat écourté à la suite d'une dissolution parlementaire décidée par Charles de Gaulle. |
| IIe         | 6 décembre 1962 | 2 avril 1967   | Jean-Paul Palewski | UNR-UDT         |                                                                                          |

## Historique des élections

### Élections de 1958
| Candidat       | Candidat               | Parti                     | Premier tour | Premier tour | Second tour | Second tour |  |
| Candidat       | Candidat               | Parti                     | Voix         | %            | Voix        | %           |  |
| -------------- | ---------------------- | ------------------------- | ------------ | ------------ | ----------- | ----------- |  |
|                | Jean-Paul Palewski élu | UNR                       | 17 321       | 29,15        | 37 092      | 66,36       |  |
|                | Marcel Pourtout        | Modérés                   | 13 069       | 21,99        | Retrait     | Retrait     |  |
|                | Jean Mazubert          | PCF                       | 10 640       | 17,91        | 11 793      | 21,1        |  |
|                | Pierre Régis           | Divers droite (Gaulliste) | 10 189       | 17,15        | Retrait     | Retrait     |  |
|                | Jacques Germain        | SFIO                      | 5 596        | 9,42         | 7 007       | 12,54       |  |
|                | Lucien Weitz           | UFD                       | 2 604        | 4,38         |             |             |  |
|                |                        |                           |              |              |             |             |  |
| Inscrits       | Inscrits               | Inscrits                  | 76 856       | 100,00       | 76 825      | 100,00      |  |
| Abstentions    | Abstentions            | Abstentions               | 16 309       | 21,22        | 19 389      | 25,24       |  |
| Votants        | Votants                | Votants                   | 60 547       | 78,78        | 57 436      | 74,76       |  |
| Blancs et nuls | Blancs et nuls         | Blancs et nuls            | 1 128        | 1,86         | 1 544       | 2,69        |  |
| Exprimés       | Exprimés               | Exprimés                  | 59 419       | 98,14        | 55 892      | 97,31       |  |

Le suppléant de Jean-Paul Palewski était Georges Fournier, ingénieur agricole.

### Élections de 1962
| Candidat       | Candidat                         | Parti          | Premier tour | Premier tour | Second tour | Second tour |  |
| Candidat       | Candidat                         | Parti          | Voix         | %            | Voix        | %           |  |
| -------------- | -------------------------------- | -------------- | ------------ | ------------ | ----------- | ----------- |  |
|                | Jean-Paul Palewski sortant réélu | UNR-UDT        | 29 153       | 48,73        | 36 778      | 65,36       |  |
|                | Jean Mazubert                    | PCF            | 12 730       | 21,28        | 19 494      | 34,64       |  |
|                | Georges Gallienne                | Radsoc         | 12 525       | 20,93        | Retrait     | Retrait     |  |
|                | Lucien Weitz                     | PSU            | 5 423        | 5,23         | Retrait     | Retrait     |  |
|                |                                  |                |              |              |             |             |  |
| Inscrits       | Inscrits                         | Inscrits       | 85 658       | 100,00       | 85 145      | 100,00      |  |
| Abstentions    | Abstentions                      | Abstentions    | 24 440       | 28,53        | 24 231      | 28,46       |  |
| Votants        | Votants                          | Votants        | 61 218       | 71,47        | 60 914      | 71,54       |  |
| Blancs et nuls | Blancs et nuls                   | Blancs et nuls | 1 387        | 2,27         | 4 642       | 7,62        |  |
| Exprimés       | Exprimés                         | Exprimés       | 59 831       | 97,73        | 56 272      | 92,38       |  |

Le suppléant de Jean-Paul Palewski était Pierre Régis, maire du Pecq.